# Alfredo Rueda Quijano
Gral. Alfredo Rueda Quijano fue un militar mexicano que participó en la Revolución mexicana. Nació en San Luis Potosí en 1890. Ingresó a la Escuela Militar de Aspirantes, de la que salió para unirse a las filas constitucionalistas bajo las órdenes del ilustre General de División Eugenio Martínez y posteriormente de Joaquín Amaro Domínguez. En 1920 apoyó el Plan de Agua Prieta. En 1927 se pronunció partidario del general Francisco R. Serrano. Aprehendido en Texcoco fue fusilado en la antigua Escuela de Tiro de la Ciudad de México, el 6 de octubre de 1927.   